# Pielęgnica brabancka Bricharda
Pielęgnica brabancka Bricharda (Tropheus brichardi) – gatunek słodkowodnej ryby z rodziny pielęgnicowatych (Cichlidae). Hodowany w akwariach.

## Występowanie
Gatunek endemiczny. Zamieszkuje litoral skalisty jeziora Tanganika w Afryce, na głębokości 5–7 m.

## Opis
Ciało lekko bocznie spłaszczone, krępe, szeroki otwór gębowy w położeniu dolnym. Dorastają do ok. 10 cm. Znanych jest wiele form barwnych.
Bardzo agresywne (uważane za najbardziej agresywny gatunek z rodzaju Tropheus). Wymagają dużego akwarium z wieloma kryjówkami.
Gatunek monogamiczny (dobierają się w pary) o wylęgu otwartym. Samica składa na oczyszczonej skale około 20 ziaren ikry. Ikrą i narybkiem opiekują się obydwoje rodzice.
Dymorfizm płciowy: trudny do uchwycenia.
| Zalecane warunki w akwarium | Zalecane warunki w akwarium                 |
| --------------------------- | ------------------------------------------- |
| Zbiornik                    | duże                                        |
| Temperatura wody            | 25–28 °C                                    |
| Twardość wody               | twarda 8–25°n                               |
| Skala pH                    | 7,5–9                                       |
| Pokarm                      | żywy, mrożony, suchy z dodatkiem roślinnego |